# ATR 72
ATR 72 er et tomotoret turbopropfly der er udviklet og produceret af den fransk-italienske flyproducent ATR. Flyet blev introduceret i 1989 og indtil nu er der i alt produceret over 500 eksemplarer af typen. Flyet kan have op til 74 passagersæder og betjenes af 2 piloter.

## Udvikling
ATR 72 blev udviklet fra det mindre fly ATR 42 med henblik på at øge sædekapacitet fra 42 til 74. Dette skete ved at strække kroppen med 4,5 meter, et øget vingefang, at tilføje mere kraftfulde motorer, og hæve brændstof kapaciteten med cirka 10 procent. ATR 72 blev annonceret i 1986, og fløj sin jomfrurejse 27. oktober 1988. Præcis et år efter, den 27. oktober 1989, blev Finnair det første flyselskab til at sætte flyet i drift. Siden er over 500 ATR 72 blevet leveret til flyselskaber i det meste af verden.
Flyet er blevet produceret i 5 varianter. Den seneste model, ATR 72-600, blev introduceret i 2009 og første fly blev leveret i sommeren 2011.

## Operatører
I Norden har danske Alsie Express, Danish Air Transport og Jet Time ATR 72 fly i flåden, ligesom finske selskab Flybe Nordic anvender flyet.